# Palec Boży
Palec Boży – polski film psychologiczny z 1972 roku w reżyserii Antoniego Krauze, na podstawie scenariusza napisanego z Tadeuszem Zawieruchą, adaptacja powieści Zawieruchy Selekcja. Film, oparty częściowo na autobiografii Zawieruchy, przedstawia losy młodzieńca (Marian Opania) marzącego o byciu aktorem, który przeżywa mnóstwo upokorzeń podczas nieudanych prób realizacji swoich zamierzeń. Palec Boży został uhonorowany II nagrodą (Srebrnym Lwem) na Międzynarodowym Festiwalu Filmowym w Locarno, otrzymał też m.in. trzy nagrody na Koszalińskim Festiwalu Debiutów Filmowych „Młodzi i Film”.

## Opis fabuły
Tadeusz należy do grona młodych ludzi marzących o aktorskiej karierze. Po upokarzającej porażce na egzaminach wstępnych próbuje przekonać jednego z członków komisji egzaminacyjnej, by go zatrudnił w teatrze. Otrzymuje odpowiedź, że nie warto na siłę próbować zajęcia, do którego się nie jest powołanym. Zrządzeniem losu na szosie spotyka amatorską trupę, z której członkami – reżyserem Alfredem i malarką Grażyną – się zaznajamia mimo upokorzeń doznanych od nich.
Zmuszony do podjęcia pracy zarobkowej, bohater wciąż dąży do zrobienia kariery. Po oblaniu kolejnego egzaminu aktorskiego wyjeżdża na prowincję, gdzie kompromituje się grą na akordeonie. Spotkawszy się z utalentowanym wokalnie zdunem, stopniowo przewartościowuje własne ambicje. Zaczyna chorować psychicznie – śni o tym, jak ojciec kopuluje z matką; ma też wizję krwi skapującej z sufitu podczas wyobrażonej rozmowy z matką. Z majaków na dworcu budzi go bezdomny, który po rozmowie z Tadeuszem wskazuje mu palcem Boga i mówi: „Gdyby nie On, już bym nie żył”. Bezdomny radzi Tadeuszowi, żeby ten obrał sobie Boga za swój cel.
Przekroczywszy limit wieku, Tadeusz bezskutecznie próbuje przekonać komisję egzaminacyjną, by pozwolono mu zdać trzeci egzamin wstępny. Swoim obelżywym zachowaniem i frustracją zraża komisję, a w akcie gniewu rzuca krzesłami. Jeden z mebli rozbija okno. Tadeusz trafia do szpitala psychiatrycznego, gdzie bez powodzenia próbuje malarstwa (maluje obraz całkowicie czarny). Jeden z pensjonariuszy zakładu, Andrzej, po przyjętym z obojętnością przez widzów przedstawieniu Król Edyp Sofoklesa ucieka i wyłupuje sobie oczy nożyczkami. Roztrzęsiony Tadeusz po wypuszczeniu z zakładu przyjeżdża do małżeństwa Grażyny i Alfreda, po czym przyznaje rację znajomemu, że nie chce już wykonywać zawodu aktora. Tej samej nocy Tadeusz staje się świadkiem ataku epilepsji u Alfreda. Po przybyciu do szpitala Alfred umiera. Na widok niedawno narodzonego dziecka Grażyny – opłakującej śmierć męża – Tadeusz decyduje się wesprzeć kobietę, w symbolicznym zakończeniu wyjmuje sztalugę i pozostawia na niej puste, białe płótno.

## Obsada aktorska
Źródło: Filmpolski.pl
- Marian Opania – Tadeusz Kasprzak
- Maciej Englert – Andrzej, pensjonariusz zakładu psychiatrycznego
- Grażyna Chęcińska – Grażyna Cyganiewicz, żona Alfreda
- Stanisław Marian Kamiński – strażnik
- Jerzy Moes – aktor Michał
- Stanisław Sparażyński – członek komisji egzaminacyjnej
- Janusz Zaorski – Alfred Cyganiewicz, mąż Grażyny
- Michał Szewczyk – aktor
- Irena Burawska
- Maciej Grzybowski
- Tadeusz Schmidt

## Nagrody
| Rok  | Festiwal/Instytucja                                                                  | Nagroda                                                 | Nominowani                       | Wynik   |
| ---- | ------------------------------------------------------------------------------------ | ------------------------------------------------------- | -------------------------------- | ------- |
| 1973 | Państwowa Wyższa Szkoła Filmowa, Telewizyjna i Teatralna im. Leona Schillera w Łodzi | Nagroda im. Andrzeja Munka                              | Antoni Krauze                    | Wygrana |
| 1973 | Koszaliński Festiwal Debiutów Filmowych „Młodzi i Film”                              | Nagroda Dziennikarzy                                    | Antoni Krauze                    | Wygrana |
| 1973 | Koszaliński Festiwal Debiutów Filmowych „Młodzi i Film”                              | Nagroda za scenariusz                                   | Tadeusz Zawierucha Antoni Krauze | Wygrana |
| 1973 | Koszaliński Festiwal Debiutów Filmowych „Młodzi i Film”                              | Nagroda za główną rolę męską                            | Marian Opania                    | Wygrana |
| 1974 | Międzynarodowy Festiwal Filmowy w Locarno                                            | II nagroda                                              | Antoni Krauze                    | Wygrana |
| 1974 | Lubuskie Lato Filmowe                                                                | Nagroda Specjalna Jury                                  | Antoni Krauze                    | Wygrana |
| 1974 | Lubuskie Lato Filmowe                                                                | Nagroda Koordynacyjnej Rady Artystycznej Kin Studyjnych | Antoni Krauze                    | Wygrana |
| 1974 | Lubuskie Lato Filmowe                                                                | Wyróżnienie Honorowe                                    | Marian Opania                    | Wygrana |